# Raphi Cohen
Raphi Cohen (hébreu:רפי כהן 

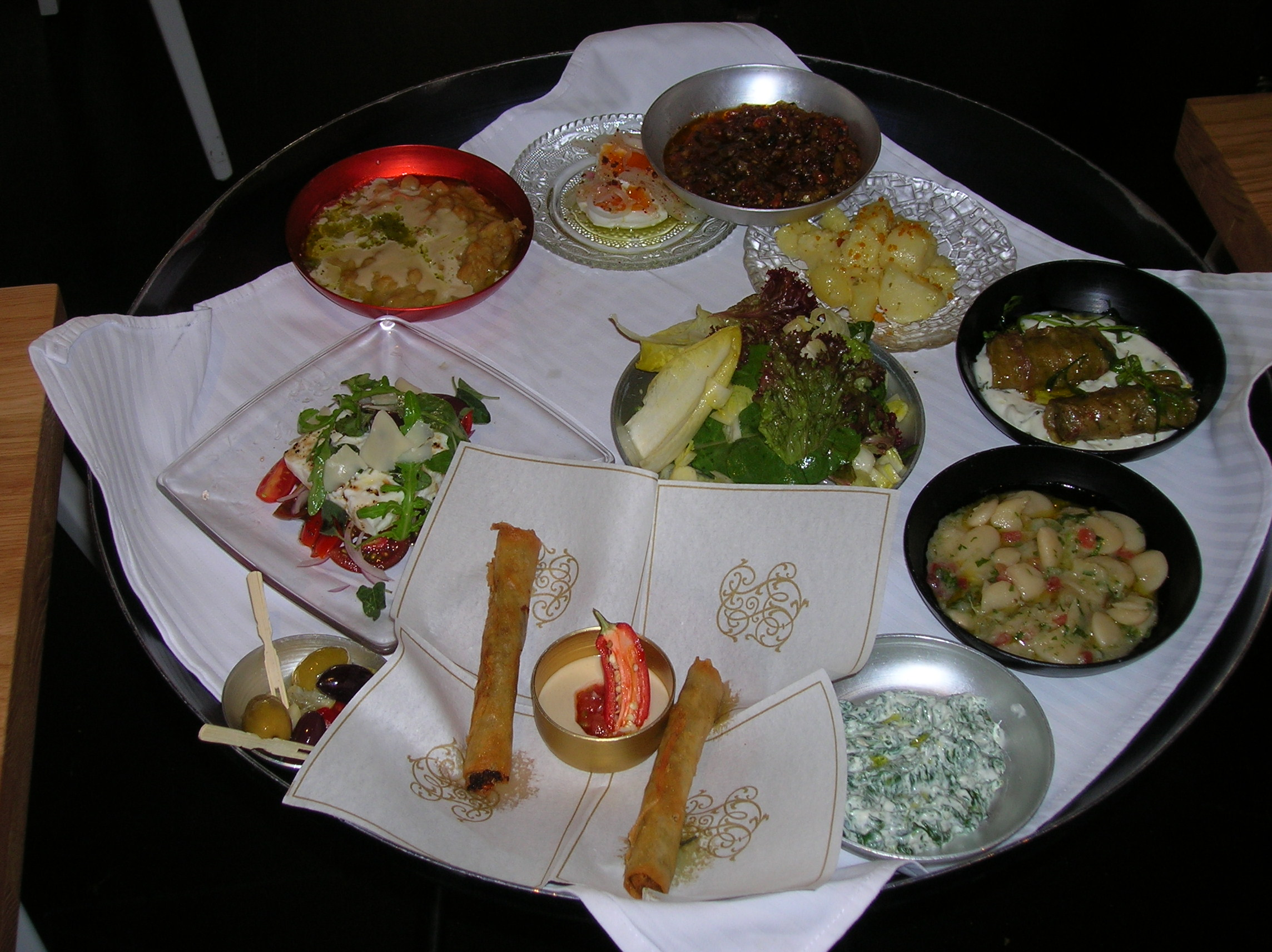
Hors-d'œuvre chez "Raphael"

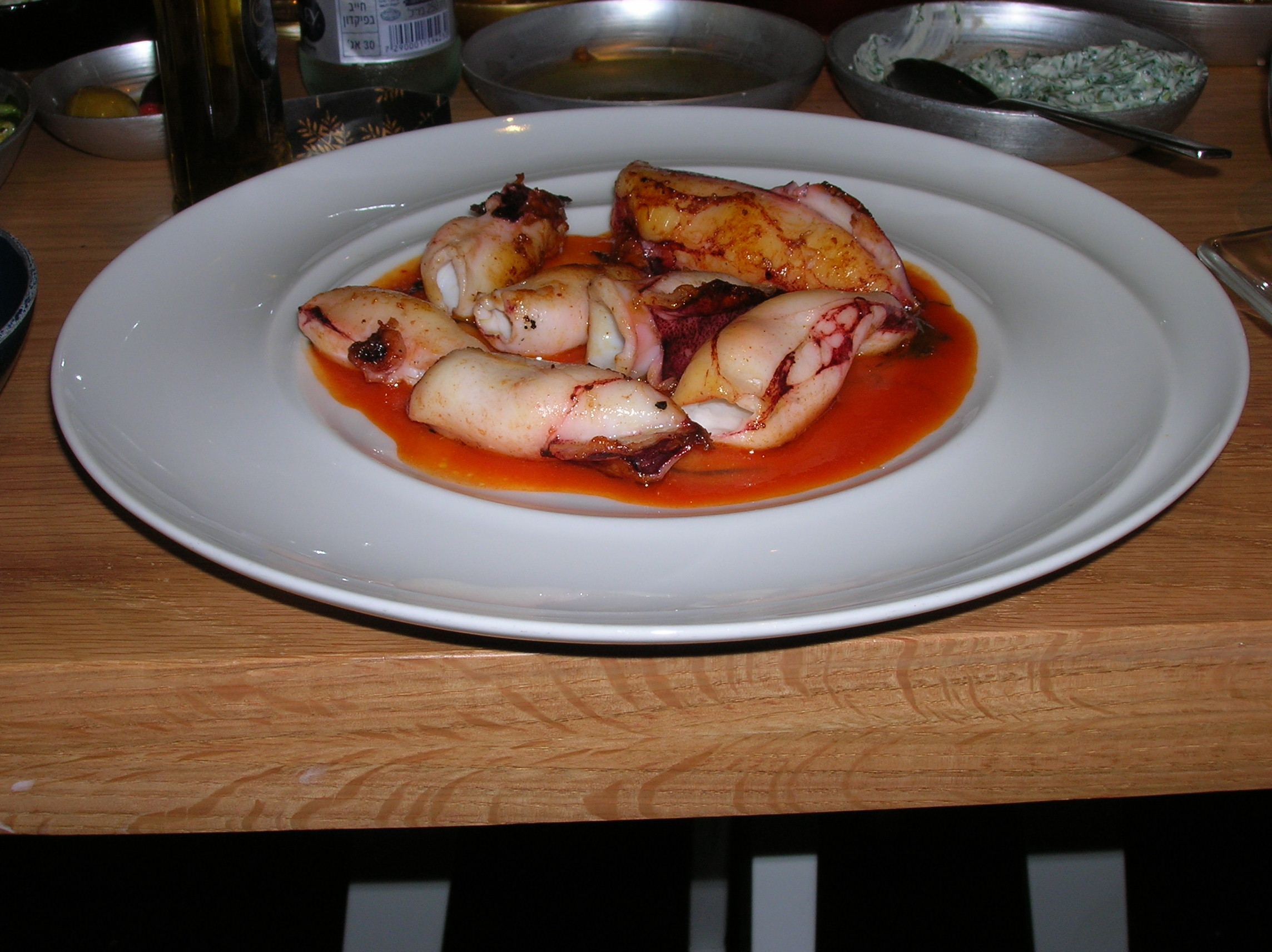
Calamari a la plancha chez "Raphael"

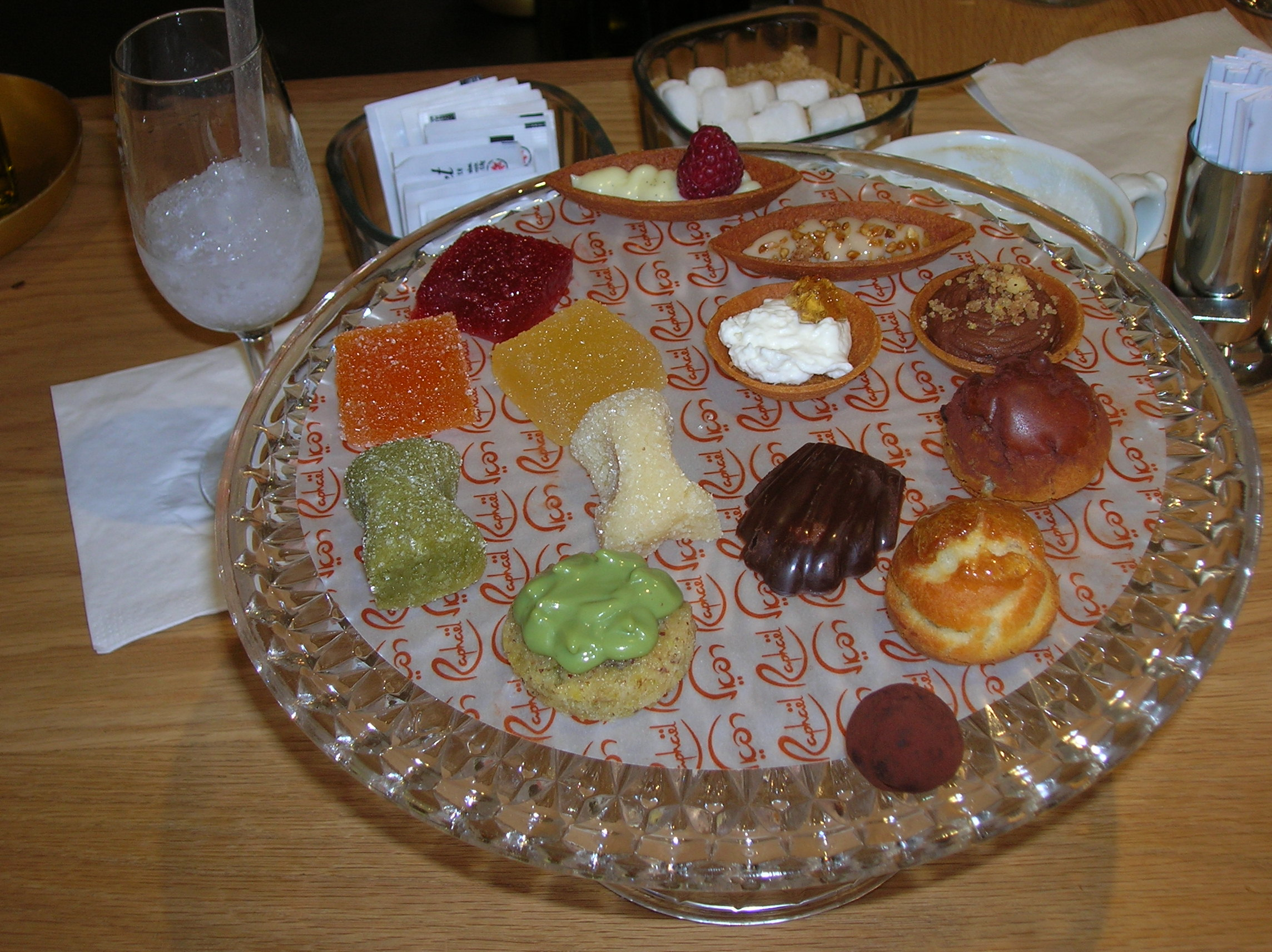
Assortiment de petits fours chez Raphi Cohen

n.1975 à Jérusalem est un chef cuisinier israélien.

## Note biographique
Raphi Cohen passa son enfance dans la "Colonie Allemande" (Mochava Ghermanit) de Jérusalem. Il commença son apprentissage à l'âge de 13 ans dans la pâtisserie de l'Hôtel King David. Il travailla par la suite dans le restaurant "Grappa" dans la capitale.
Pendant le service militaire il commença son travail dans le restaurant "Arcadia", qui avait ouvert ses portes en 1995, toujours à Jérusalem
.
À la fin du service militaire il partit à l'étranger et y fit pendant trois ans des stages chez Alain Passard et Pierre Gagnaire à Paris, chez Marco Pierre White à Londres et chez "Don Alfonso" à Sant' Agata sui due Golfi
près de Naples. Tous les quatre institutions culinaires étrangères où Raphi Cohen fit sa formation étaient notées avec trois étoiles par le Guide Michelin
,
De retour en Israël, Raphi Cohen fut reçu comme chef cuisinier au restaurant "La Régence" à l'Hôtel King David à Jérusalem.

## À Tel Aviv
En 2001, à 25 ans il  ouvrit son propre restaurant, "Raphael" à l'Hotel King David de Tel Aviv  
,.
Dans son restaurant, Cohen réalisa un menu qui combine des plats de la Haute cuisine, avec des plats inspirés de la cuisine marocaine, (y compris, par exemple, des "cigares marocaines" ou du couscous), qui lui était familière dans son enfance, chez sa grand-mère, originaire de Casablanca, dans le quartier de Katamonim à Jérusalem.
Le Guide Frommer's apprecia que le chef Raphi Cohen est un des meilleurs  cuisiniers d'Israël et que ses menus en constant changement, reflète un sens particulier pour la cuisine française –méditerranéenne avec une forte touche des saveurs d'Israël,
Le restaurant "Raphael" de Tel Aviv reçut des très bonnes appréciations de la part de la critique gastronomique des sites internet comme "Telavivme" et "Your Way",,.
Il fut choisi l'un des dix meilleurs restaurants d'Israël par Saggi Cohen, le critique de gastronomie du journal israélien Maariv
,,
par Daniel Rogov, le critique de gastronomie et de vins du journal Haaretz
 et aussi par le magazine gastronomique "Al Hachoulkhan"
 dirigé par Janna Gur.

## Encore à lire
- Tali Friedman and Elinoar Rabin, Jerusalem: The Culinary Journey, Korim Publisher House, page 100:
- Hilik Gyrfinkel, Mapa's Good Food Guide to Israel, Mapa Publisher House, page 153.